# Långbådan (Geta, Åland)

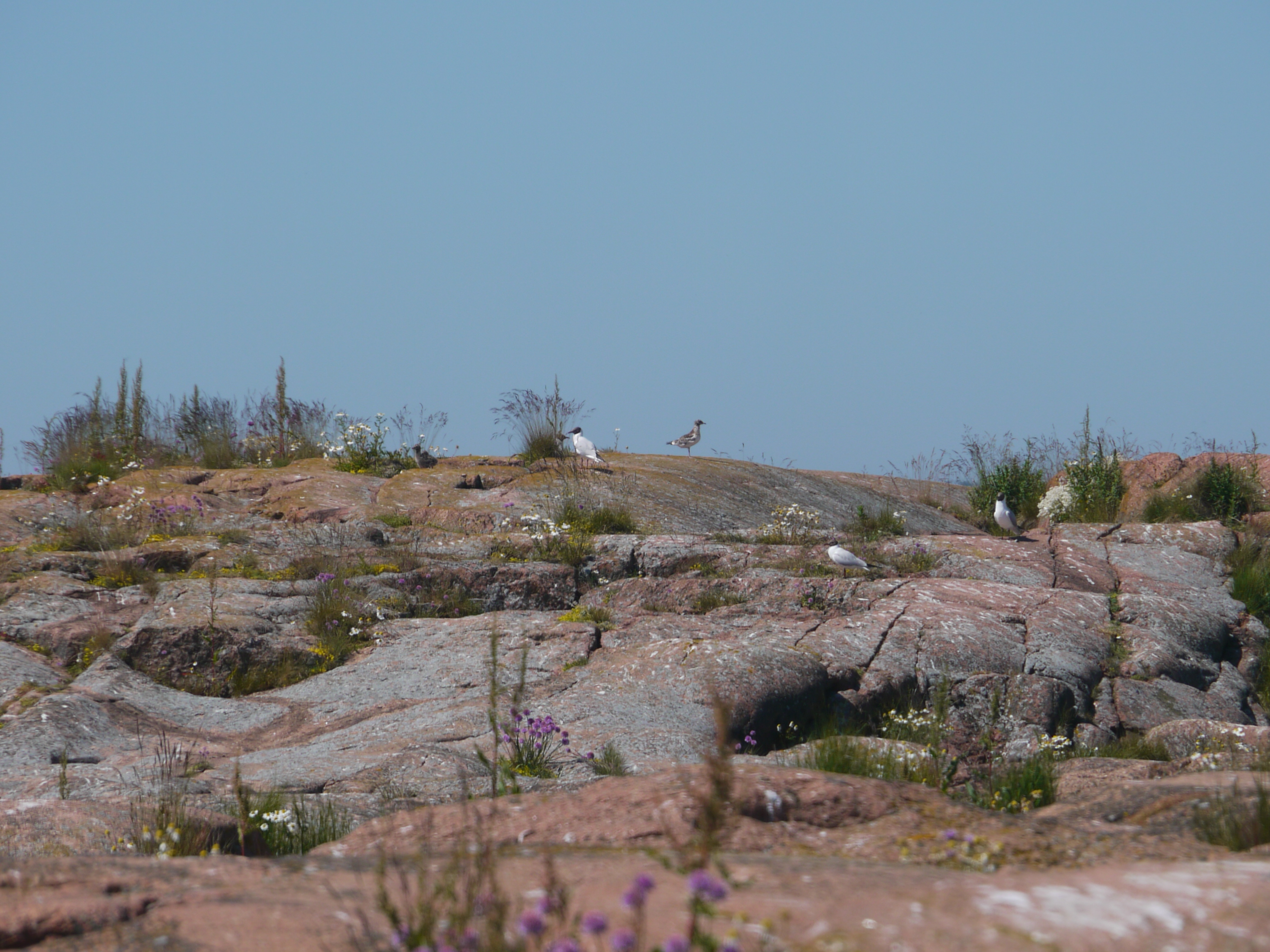
Fåglar på Långbådan

Långbådan är ett skär i Åland (Finland). Det ligger i Skärgårdshavet och i kommunen Geta i landskapet Åland, i den sydvästra delen av landet. Ön ligger omkring 37 kilometer norr om Mariehamn och omkring 280 kilometer väster om Helsingfors. Långbådan ligger vid sjön Fagernäs Träsk.
Öns area är 1,4 hektar och dess största längd är 210 meter i sydöst-nordvästlig riktning. Trakten är glest befolkad. Närmaste större samhälle är Finström, 18,2 km söder om Långbådan.